# マーキュリー・アトラス4号
マーキュリー・アトラス4号 (マーキュリー・アトラス4ごう、英: Mercury-Atlas 4、以下MA-4とも記述) は、マーキュリー計画で行われた無人の宇宙飛行である。1961年9月13日14時09分UTC、フロリダ州ケープ・カナベラルの14番複合発射施設から打ち上げられた。船内には搭乗員模擬実験機器 (A Crewman Simulator instrument package) が搭載されており、地球を一周した。

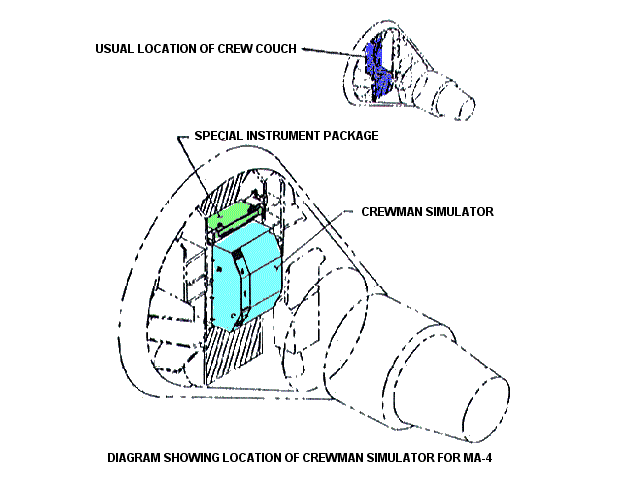
船内の搭乗員模擬実験機器

当時NASAでは、アトラスロケットの不首尾な成績に不満が高まっていた。この時点までに行われた4回のマーキュリー・アトラスの飛行のうち、MA-1とMA-3の2回は完全な失敗だった。また残る2回のうちビッグ・ジョー1号は部分的な成功であり、完全に成功したと思われるMA-2でも燃料の揺動という問題が発生していた。アトラスは無人の飛行計画でもうまく機能せず、1959年から60年にかけて行われた、同系統のアトラス・エイブル (Atlas-Able) ロケットを使用した3回の月探査衛星の発射もすべて失敗に終わった。空軍もまた1960年に、アトラス・アジェナロケットによるMIDAS早期警戒衛星やSAMOS写真偵察衛星の軌道投入に失敗するなど、軍事関係の発射で問題を経験していた。1961年9月のMA-4の飛行のほんの数日前、SAMOS衛星を搭載したアトラス・アジェナはヴァンデンバーグ空軍基地の発射台に逆戻りして落下し大爆発を起こしたし、アトラスICBMの発射試験も同様にくり返し失敗していた。
これらの問題は、NASAとアトラスの製作担当企業であるコンベア社との間に一連の対立を引き起こしていた。1961年8月の終りまでに、アトラスによる宇宙機の発射は計14回あった。SCORE、ビッグ・ジョー1号、アトラス・エイブルによる3機の飛行、Midas1～3号、Samos1・2号、マーキュリー・アトラス1～3号、レインジャー1号のうち、8回は完全な失敗、1回は部分的な失敗であり、成功率は30パーセントだった。コンベア社はアトラスによる宇宙機発射の失敗の多くは、アトラス自体よりも上段ロケットや搭載物の欠陥によるものだと主張し、またそれは正しかった。ビッグ・ジョーとMA-3だけはロケットの故障が直接の原因であると断定できたが、前者はマーキュリー計画の目的の大部分を達成不可能にさせるほどのものではなかった。いずれにしてもアトラスは信頼性からはほど遠く、アメリカの他の宇宙計画で使用されたソーロケットの発射記録はアトラスよりもわずかに良かった。
アトラスとマーキュリー宇宙船の準備には、一連の遅れが生じていた。原因はMA-3の飛行後に、ロケットには大幅な改善が必要とされることが明らかになったからである。アトラス88Dロケットは6月30日の時点まで工場での出荷前検査を受けておらず、ケープへの発送は7月15日まで待たなければならなかった。またこの飛行の宇宙船は、予定では9号を使用することになっていたのだが、その代わりにMA-3で回収された8号宇宙船を補修して再使用することになった。8号は窓が小さく、着水バッグを搭載していない、頑丈なハッチの密閉機構を持った、旧式タイプの最後の機体だった。
またアトラスとマーキュリー双方に使用されていた銘柄のトランジスターははんだ玉を形成しやすい傾向にあることが明らかになったため、8月の最後の週のすべては研究所でその修理をするために費やされ、さらなる遅れが生じた.。
8月にはソ連の宇宙飛行士ゲルマン・チトフがボストーク2号で1日間の宇宙飛行を達成し、ニキータ・フルシチョフ首相が飛行後の演説の中で「我々はガガーリンとチトフを宇宙に送り、今や地球上のいかなる地点にも核兵器を送ることができる！」と宣言したことにより、アメリカでは衝撃と不信がわき起こり、一部では恐慌が発生した。
この飛行はマーキュリー追跡網 (Mercury Tracking Network) の軌道試験を行うためのものであり、またマーキュリー計画で地球周回飛行試験に成功したのは、これが初めてのことであった (これ以前に成功したのは、すべて弾道飛行だった)。搭載されていたものは、環境制御を試験するための飛行士模擬装置 (a pilot simulator)、通信追跡網を検査するための二つの音声記録テープ、生命維持装置、三台のカメラ、騒音・振動・放射線のレベルを監視するための機器などであった。MA-3では過渡電圧によりプログラム発生装置に異常が発生したことが疑われた (同様の問題はビッグ・ジョーの下段ロケットの切り離しでも起こった) ため、コンベア社はエンジンがこれに対応できるような機能を自動操縦装置に装備した。従って、これを検査することもまた飛行の目的だった。
発射はきわめて順調に行われ、外殻を厚く改良されたアトラスは最大動圧点を耐えた。宇宙船の性能もまた良好だったが、軌道上での酸素の使用量が過剰であることに若干の懸念があった。だが地上管制官はこれは大した問題ではないと判断し、また酸素の供給は少なくとも軌道を8周するのに十分なものであった。耐熱板を前面に向けるために軌道上で宇宙船を反転させる作業には、通常は20秒かかるはずが50秒も要し、予想よりも困難なものであることが実証された。遠隔操作の信号が瞬間的にとだえたことで2機の噴射機が不具合を起こし、飛行中数回にわたり姿勢がわずかに不安定になることがあった。宇宙船は地球を一周し、大気圏再突入は発射から1時間28分後に行われた。着水点は大西洋上バミューダ諸島の東方283キロメートルで、着水から1時間22分後に54.7キロメートル離れたところにいた駆逐艦ディケーターが宇宙船を回収した。機体には発射か、軌道上にいたときか、あるいは再突入の際に受けたわずかな損傷があったが、状態は良好だった。飛行後の検証により、酸素量を調整するハンドルが発射時の振動で移動してバルブが開かれていたことが明らかになり、これが原因で酸素が宇宙空間に漏れ出した。この量は遠隔測定の警告を作動させるほどのものではなかったが、船内の酸素の警告灯を点灯させた。ハンドルはより動きにくいものに設計を改められた。ロケットから切り離された後に宇宙船の姿勢が変動した問題は、ピッチ制御のジャイロの開回路の結果であることが明らかになった。
MA-4が直面した最大の問題は、発射後5秒から20秒までの間に発生した高いレベルの好ましからざる振動で、このためアトラスの自動操縦装置には若干の修正が加えられた。だが有人宇宙飛行センター長官のロバート・ギルルース (Robert R. Gilruth) は、ロケットは今や人間を搭乗させられるだけの水準に達し、乗員は飛行に耐えられるだろうと自信を表わした。
回収されたシールドには割れと隙間が見られ、接着面には気泡が生じていた。
MA-4はそのすべての飛行の目的を成功裏に達成した。アトラスLV-3Bロケットはマーキュリー宇宙船を軌道に投入するだけの能力があり、宇宙船とそのシステムは完璧に自律的に作動することを実証した。また地球の写真を撮影することにも成功した。しかしながらNASAは安全上の理由および若干の設計上の変更を加えるため、マーキュリー・アトラスの組み合わせで有人飛行を行う前に、もう一回の無人試験を計画した。